# Malcolm Patrick McMahon
Malcolm Patrick McMahon (Londra, 14 giugno 1949) è un arcivescovo cattolico inglese, dal 5 aprile 2025 arcivescovo emerito di Liverpool.

## Biografia
Nato a Londra, secondo di tre fratelli, ha studiato ingegneria meccanica e ha lavorato nel mondo ingegneristico prima di entrare a far parte dell'ordine dei domenicani nel 1976. Fatta professione di voti nel 1977, ha studiato filosofia al Blackfriars Hall e teologia all'Heythrop College dell'Università di Londra.
È stato ordinato sacerdote il 26 giugno 1982 dal cardinale Basil Hume, O.S.B., e nominato cappellano al Leicester Politechnic (ora De Montfort University) di Leicester.
Dopo un breve periodo a Newcastle upon Tyne come priore e parroco, è stato economo della provincia domenicana inglese, priore e parroco del St. Dominic's Priory di Londra; è stato inoltre priore del Blackfriars Priory di Oxford dall'aprile del 2000.
Il 7 novembre 2000 papa Giovanni Paolo II lo ha nominato vescovo di Nottingham; il successivo 8 dicembre ha ricevuto l'ordinazione episcopale dal vescovo James Joseph McGuinness, co-consacranti i vescovi Victor Guazzelli e Patrick O'Donoghue.
Il 21 marzo 2014 papa Francesco lo ha nominato arcivescovo metropolita di Liverpool; si è insediato nell'arcidiocesi il successivo 1º maggio, festa di San Giuseppe Lavoratore.
È a capo del Dipartimento per l'Educazione e la Formazione della Conferenza episcopale di Inghilterra e Galles e presidente nazionale di Pax Christi.
Dal 12 dicembre 2022 al 19 luglio 2023 è stato anche amministratore apostolico di Hexham e Newcastle.
Il 5 aprile 2025 papa Francesco ha accolto la sua rinuncia, presentata per raggiunti limiti di età, al governo pastorale dell'arcidiocesi di Liverpool; gli è succeduto John Francis Sherrington, fino ad allora vescovo titolare di Ilta ed ausiliare di Westminster.

## Genealogia episcopale e successione apostolica
La genealogia episcopale è:
- Cardinale Scipione Rebiba
- Cardinale Giulio Antonio Santori
- Cardinale Girolamo Bernerio, O.P.
- Arcivescovo Galeazzo Sanvitale
- Cardinale Ludovico Ludovisi
- Cardinale Luigi Caetani
- Cardinale Ulderico Carpegna
- Cardinale Paluzzo Paluzzi Altieri degli Albertoni
- Papa Benedetto XIII
- Papa Benedetto XIV
- Papa Clemente XIII
- Cardinale Marcantonio Colonna
- Cardinale Giacinto Sigismondo Gerdil, B.
- Cardinale Giulio Maria della Somaglia
- Cardinale Carlo Odescalchi, S.I.
- Cardinale Costantino Patrizi Naro
- Cardinale Lucido Maria Parocchi
- Papa Pio X
- Cardinale Gaetano De Lai
- Cardinale Raffaele Carlo Rossi, O.C.D.
- Arcivescovo William Godfrey
- Vescovo Edward Ellis
- Vescovo James Joseph McGuinness
- Arcivescovo Malcolm Patrick McMahon, O.P.

La successione apostolica è:
- Vescovo Thomas Joseph Neylon (2021)